# Канадски кинолошки савез
Канадски кинолошки савез (ККС; енгл. Canadian Kennel Club (CKC)) је кинолошка, непрофитна организација која се налази у Канади. Обухвата преко 700 кинолошких друштава широм земље. Савез се залаже за интересе расних паса и њихових одговорних власника и узгајивача у Канади. Поред тога, промовише знања и шири свест о предностима које пси могу донети канадском друштву. На основу употребе паса за рад, расе су подељене по систему Канадског кинолошког савеза у седам група и то:
1. Спортски пси
2. Гоничи
3. Радни пси
4. Теријери
5. Патуљасти пси
6. Неспортски пси
7. Пастирски пси